# Rue Prosper-Grésy
La rue Prosper-Grésy est une voie marseillaise située dans le 6e arrondissement de Marseille. 

## Situation et accès
Elle va de la rue Saint-Jacques à la rue de Montevideo.
Cette rue en pente résidentielle se situe sur la colline Notre-Dame où, à son sommet, se trouve la basilique Notre-Dame-de-la-Garde. Elle est parallèle au boulevard éponyme sur toute sa longueur.
La rue mesure 156 mètres de long pour 10 mètres de large.

## Origine du nom
La rue doit son nom à Prosper Grésy (1801-1874), peintre français. 

## Historique
Elle s'appelait auparavant « Rue Docteur-Fabre » du nom du médecin marseillais Augustin Fabre (1836-1884), ainsi que « Rue des Henry » du nom des Frères Henry, négociants qui étaient propriétaires du terrain.

La rue est classée dans la voirie de Marseille par arrêté municipal du 28 avril 1855.
Elle prend son nom actuel par délibérations du Conseil municipal des 7 mars et 10 août 1949.